# Gaston Dubuc
Gaston Dubuc était un pêcheur français, licencié à la Fédération française de pêche sportive au coup.
Fin stratège, il était également pourvu d'un esprit très novateur dans la conception des cannes à pêche des années 1950, et un ardent défenseur de la qualité de la composition en terre de l'amorce.

## Palmarès
- Vice-champion du monde de pêche sportive au coup en eau douce individuel, en 1956 (à Paris);
- Triple champion de France de pêche sportive au coup en eau douce individuel (alors Coupe Violet-Byrrh), en 1953, 1956, et 1957;
- 3e du championnat du monde de pêche sportive au coup en eau douce individuel par équipes, en 1957 (à Belgrade);
- 3e du championnat de France de France de pêche sportive au coup en eau douce individuel, en 1955.